# Li Chunhui
Li Chunhui (chinesisch 李春辉; * 29. März 2001) ist eine chinesische Leichtathletin, die sich auf den Mittelstreckenlauf spezialisiert hat. 2025 wurde sie in Gumi Asienmeisterin im 1500-Meter-Lauf.

## Sportliche Laufbahn
Erste internationale Erfahrungen sammelte Li Chunhui im Jahr 2017, als sie bei den Jugendasienmeisterschaften in Bangkok in 4:40,09 min die Goldmedaille im 1500-Meter-Lauf belegte. Anschließend belegte sie bei den Asian Indoor & Martial Arts Games in Aşgabat in 4:41,07 min den vierten Platz. 2025 siegte sie in 4:10,58 min über 1500 Meter bei den Asienmeisterschaften in Gumi und belegte in 2:06,83 min den sechsten Platz im 800-Meter-Lauf.

## Persönliche Bestzeiten
- 800 Meter: 2:05,15 min, 30. Mai 2025 in Gumi
- 1500 Meter: 4:10,58 min, 28. Mai 2025 in Gumi